# Ernst Gonell
Ernst Gonell est un militaire allemand né à Königsberg le 24 novembre 1902 et mort à Poznań le 24 février 1945.

## Biographie
Engagé dans la Reichswehr en 1919, il gravit un à un les échelons de la Hiérarchie militaire.
Major en 1939, il est lieutenant-colonel en 1940, colonel en 1942.
Le 10 juin 1943, il est placé au commandement de l'école de cadets de Posen, alors dans le Wartheland.

## Siège de Posen
Le 30 janvier 1945, il est nommé generalmajor, et se voit confier le commandement de la forteresse de Posen, alors menacée par les pointes blindées soviétiques.
À l'issue d'un siège de trois semaines, il meurt à la tête de ses hommes le 23 février, lors de l'assaut soviétique contre la forteresse.

## Décorations et grades

### Décorations
- Croix de chevalier de la Croix de fer
  - 22 février 1945

### Rangs militaires occupés
- 2 mai 1919: homme de troupe
- 1939 : Major
- 1940 : Oberstleutnant
- 12 janvier 1942 : Oberst
- 30 janvier 1945 : Generalmajor